# Biały Dunajec (gmina)
Pour le village, voir Biały Dunajec.
Biały Dunajec est une gmina rurale du powiat de Tatras, Petite-Pologne, dans le sud de la Pologne. Son siège est le village de Biały Dunajec, qui se situe environ 10 km au nord-est de Zakopane et 77 km au sud de la capitale régionale Cracovie.
La gmina couvre une superficie de 35,51 km2 pour une population de 6 780 habitants.

## Géographie
La gmina inclut les villages de Biały Dunajec, Gliczarów Dolny, Gliczarów Górny, Leszczyny et Sierockie.
La gmina borde les gminy de Bukowina Tatrzańska, Czarny Dunajec, Poronin et Szaflary.